# G3 Live: Rockin' in the Free World
G3 Live är ett livealbum innehållande en spelning i Denver 17 januari 2003 där Joe Satriani, Steve Vai och Yngwie Malmsteen spelade ihop. Albumet gavs ut 21 oktober 2004 på Epic Records. Samma inspelning släpptes även, med något fler spår, som dvd:n G3 Live in Denver.

## Låtlista
1. "The Extremist" (Joe Satriani) - 3:51
2. "Crystal Planet" (Joe Satriani) - 4:41
3. "Always With Me, Always With You" (Joe Satriani) - 4:16
4. "Midnight" (Joe Satriani) - 3:05
5. "The Mystical Potato Head Groove Thing" (Joe Satriani) - 5:32
6. "You're Here" (Steve Vai) - 3:33
7. "Reaping" (Steve Vai) - 7:05
8. "Whispering a Prayer" (Steve Vai) - 9:27
9. "Blitzkrieg" (Yngwie Malmsteen) - 2:48
10. "Trilogy Suite Op. 5: The First Movement" (Yngwie Malmsteen) - 8:07
11. "Red House" (Jimi Hendrix) - 4:25
12. "Fugue" (Yngwie Malmsteen) - 3:37
13. "Finale" (Yngwie Malmsteen) - 2:54
14. "Voodoo Child (Slight Return)" (Jimi Hendrix) - 10:47
15. "Little Wing" (Jimi Hendrix) - 6:08
16. "Rockin' in the Free World" (Neil Young) - 12:31